# Mein blaues Klavier (Gedicht)
Mein blaues Klavier ist ein Gedicht von Else Lasker-Schüler aus der Zeit nach ihrer Auswanderung aus Deutschland.

## Text
Mein blaues Klavier
Ich habe zu Hause ein blaues Klavier
Und kenne doch keine Note.
Es steht im Dunkel der Kellertür,
Seitdem die Welt verrohte.
Es spielten Sternenhände vier –
Die Mondfrau sang im Boote.
– Nun tanzen die Ratten im Geklirr.
Zerbrochen ist die Klaviatür.
Ich beweine die blaue Tote.
Ach liebe Engel öffnet mir
– Ich aß vom bitteren Brote –
Mir lebend schon die Himmelstür,
Auch wider dem Verbote.

## Deutung

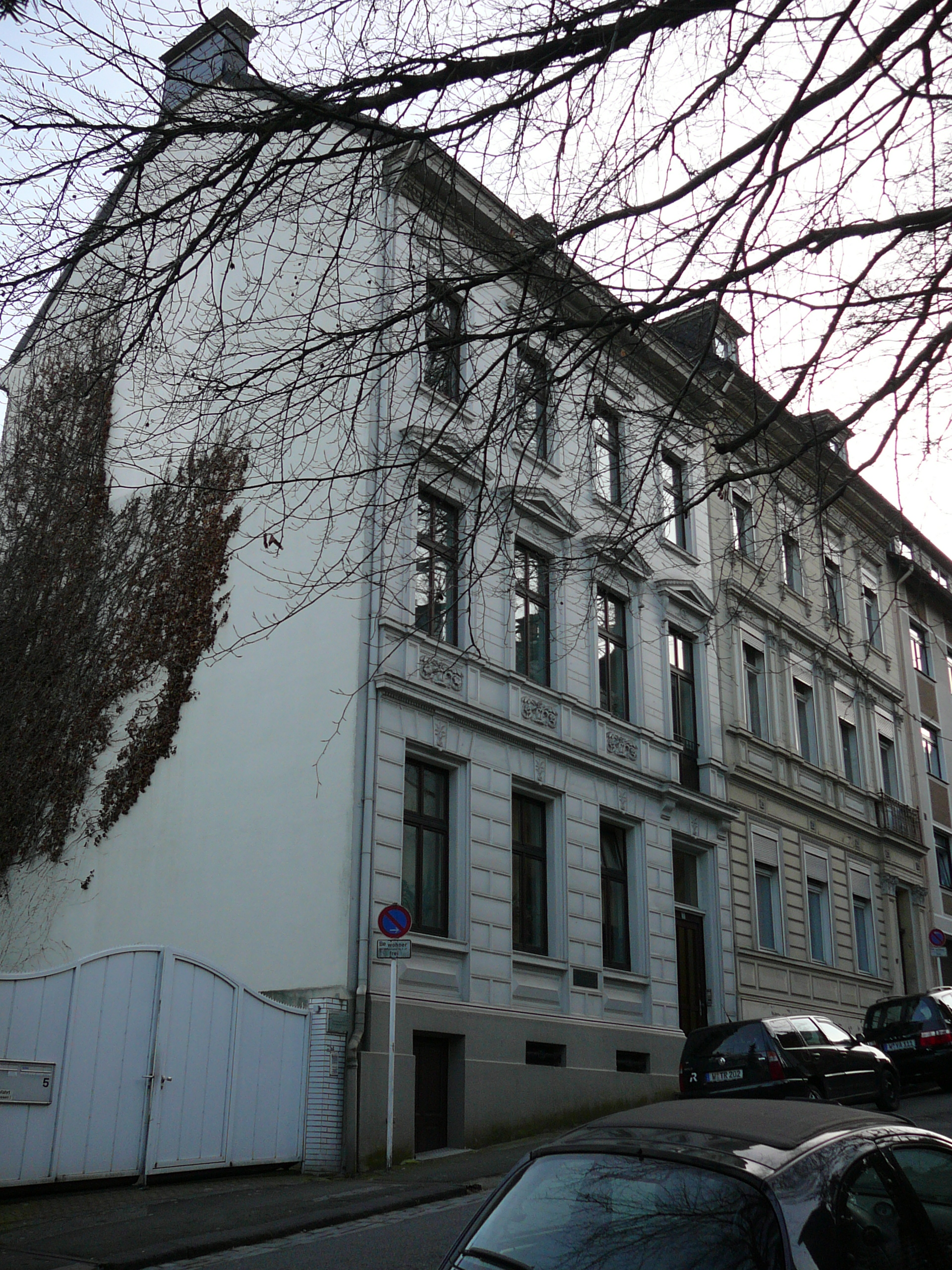
Das Haus Sadowastraße 7, Wuppertal, in dem Else Lasker-Schüler aufwuchs

Else Lasker-Schüler schrieb dieses Gedicht im Zürcher Exil. Veröffentlicht wurde es am 7. Februar 1937 in der Neuen Zürcher Zeitung. Die Dichterin war in dieser Zeit mit Eduard Korrodi, dem Feuilletonchef der NZZ, befreundet.
Das Gedicht ist namensgebend für den gleichnamigen Gedichtband Mein blaues Klavier, den Lasker-Schüler als letzten Poesieband 1943 in Palästina veröffentlichte. Er enthält das Gedicht erstmals in dieser selbständigen Veröffentlichung.
Als eines der berühmten und viel zitierten Zeugnisse des literarischen Exils reflektiert das Gedicht den kulturellen Niedergang im Dritten Reich mit dem »Klavier« als Stellvertreter für die Kunst schlechthin.
Es umfasst fünf Strophen in gewöhnlichen Kreuzreimen (a, b). So ist das Gedicht formal streng gebaut. Eine Störung erfährt das Reimschema im Zentrum des Gedichtes (v. 7). Der Einschub, der zum einen das jambische Fließen der Verse 3 bis 6 daktylisch konterkariert, vor allem aber mit dem Endreim auf scharfem »klirr« einen singulären, unreinen a-Reim ans Strophenende setzt, wird in seiner Sonderstellung noch dadurch hervorgehoben, dass ihm – in Wiederaufnahme des alten Reimschemas – wieder ein vier-hebiger a-Vers folgt.
Die erste Strophe – wenn auch im Präsens – reflektiert mit dem blauen Spielzeugklavier die unbeschwerte Kinderzeit. Auch fünfter und sechster Vers tun das in einer Reminiszenz auf das Spiel mit der Mutter Jeanette Schüler mit einer Anspielung auf die »Jungfrau Maria in der Mondbarke« (vgl. Vierung in Notre-Dame, Paris). Zweite Strophe sowie siebter und achter Vers reflektieren die Jetztzeit des Exils: Niedergang der moralischen und ethischen Werte, der Kultur mit Auszug der Kulturschaffenden aus Deutschland sowie deren Berufsverbot. Die »Störstelle« des Gedichtes (v. 7) beschreibt die Unkultur der Nazis prägnant und mit beißender Ironie, indem Lasker-Schüler das Bild der »Juden-Ratten« aus Hipplers Nazifilm »Der ewige Jude« gegen die Urheber selbst als »Nazi-Ratten« wendet.
Die finale Doppelstrophe (vv. 10–13) geht in die utopische Hoffnung auf eine gnädige Erlösung von diesem Exilübel.
Dass die Bitte an die Engel eine ›unmögliche‹ ist, zeigt der vorletzte Vers: Es wird nicht etwa um den Tod und die Erlösung von diesem schweren Erdenschicksal gebeten, sondern um die lebende Aufnahme in den Himmel, also um die ›leibliche Himmelfahrt‹, die in den drei monotheistischen Religionen nur den Zentralfiguren gewährt wurde, also Elias, Moses, Christus, Maria und Mohammed.
Die Assonanz Kellertür – Klaviatür – Himmelstür weist schließlich auf die drei „Unmöglichkeiten“ in diesem Gedicht hin.

## Rezeption
Das Gedicht wurde mehr als 60 mal vertont, u. a. von Juan Allende-Blin, Charles Kálmán, Erich Walter Sternberg und Josef Tal.